# 北海道区制
北海道区制（ほっかいどうくせい、明治30年5月29日勅令第158号）とは、市制に関連した大日本帝国憲法下における地方自治に関する勅令である。

## 沿革および特徴
1888年（明治21年）に市制・町村制が定められたが、北海道（当時は北海道庁が管轄）では適用されなかった。1894年（明治27年）、井上馨内務大臣は、他府県と同一の制度を適用するのは時期尚早として、自治財政を負担できる町村とできない町村に分けるべきと主張した。
1899年（明治32年）10月1日、北海道一・二級町村制とともに施行された本勅令は、市制に準ずる内容であったものの、市会に認められた予算外の支出や決算報告の認定権、参事会の設置は認められなかった。
施行と同時に札幌区・函館区・小樽区、1914年（大正3年）4月1日に旭川区、1918年（大正7年）2月1日に室蘭区、1920年（大正9年）7月1日に釧路区がそれぞれ発足した。
1922年（大正11年）4月20日、北海道の対象からの除外を規定した市制第177条の改正（市制中改正法律、大正11年法律第56号）により、同年8月1日に6つの区はいずれも市制を施行した。
1923年（大正12年）1月22日、「北海道区制廃止ノ件」（大正12年1月22日勅令第20号）が公布同日に施行され、本勅令は廃止された。